# Teleri

Esquema básico racial de los elfos de J. R. R. Tolkien.

Hubo tres linajes de elfos que en los Años de las Estrellas emprendieron el Gran Viaje desde el este de la Tierra Media a las Tierras Imperecederas. Los dos primeros eran los Vanyar y los Noldor. El pueblo del tercer linaje eran los Teleri («los últimos») aunque se llamaban a sí mismos "Lindar" («los cantores») y eran los más numerosos por lo que su viaje fue el más lento. Amaban el agua y eran los mejores cantantes de todos los elfos, y su música tiene tristeza y encantamiento. 
En las tierras fronterizas del oeste de la Tierra Media, los Teleri se detuvieron por miedo a cruzar el Gran Río Anduin y las Montañas Nubladas. Algunos elfos se separaron y se dirigieron hacia el sur, a los Valles del Anduin, y se llamaron los Nandor («los que volvieron»). Pero el principal grupo de los Teleri continuó hacia el oeste, hacia Beleriand. Estaban acampados en un gran bosque, al otro lado del río Gelion, cuando perdieron a su rey, Elwë Singollo. Elwë se adentró en el bosque de Nan Elmoth y allí cayó hechizado por Melian, la maia, de quien se enamoró. Una parte de los Teleri, que se dieron el nombre de "Eglath" («los olvidados») no quisieron seguir sin él. Permanecieron fieles hasta que Elwë volvió con su esposa Melian. Posteriormente los Noldor los denominarían Sindar («Elfos Grises»).
Pero mucho antes de que Elwë regresara, el grupo más numeroso de los Teleri escogió a su hermano Olwë como rey y volvieron a emprender viaje al oeste, hacia el Gran Mar. De entre todos, eran los elfos que más amaban el mar, pues eran los únicos Teleri que lo habían visto, y hacían música en la costa. Y por esta razón a estos Teleri les llamaron Falmari («Los Elfos del Mar»). Al escuchar las canciones de los elfos, Ossë, el Maia de las Olas, se les acercó. Aprendieron mucho de Ossë sobre el mar, y ello aumentó su amor por las turbulentas costas de la Tierra Media. 
Fue así que, cuando Ulmo, el Señor de los Océanos, fue a buscar a los Teleri, de nuevo un grupo de ellos abandonó el viaje y se estableció en la costa, y estos se llamaron "Falathrim" («Elfos de las Falas») o "Elfos de las Costas". 
La mayoría de los Falmari que quedaban fueron al oeste con Ulmo, aunque Ossë los persiguió. Ulmo, al ver cuánto amaban las olas, no quiso llevarlos fuera del alcance del mar. Así que, al llegar a la vista de las Tierras Imperecederas, ancló la isla en la bahía de Eldamar, a la vista de la Luz y de la tierra de sus parientes, aunque no pudieran alcanzarla. Durante su estancia en Tol Eressëa, cambió su lenguaje, que ya fue el de los Vanyar y los Noldor. Pero los Valar querían llevar al tercer linaje a su reino. Por eso le pidieron a Ulmo que enviara a Ossë a buscarlos. Ossë les enseñó a construir barcos y, cuando estos estuvieron acabados, Ulmo les envió enormes cisnes alados que llevaron por fin a los Teleri a Eldamar. 
Los Teleri se mostraron agradecidos al ver que su viaje había terminado al fin. A las órdenes de su rey Olwë, construyeron hermosas mansiones de perlas, y barcos con la forma de los cisnes de Ulmo, con ojos y pico de negro azabache y oro. Llamaron a su ciudad Alqualondë, que significa «puerto de los cisnes». Permanecieron cerca de las olas que habían aprendido a amar y pasearon por las costas o navegaron por la bahía de Eldamar. 
La guerra les llegó en dos ocasiones, y en ambas no la buscaron y ocurrió por sorpresa. La primera vez, Fëanor, señor de los Noldor, fue en busca de los Teleri de Alqualondë, deseoso de utilizar sus barcos para ir a la Tierra Media. El rey Olwë no le concedió ese deseo, por lo que los Noldor mataron a muchos Teleri y cogieron los barcos. 
La segunda vez fue la Guerra de la Cólera. Pero los Teleri tampoco combatieron, sino que usaron sus barcos para transportar a los guerreros Vanyar y Noldor desde las Tierras Imperecederas a la Tierra Media. 
El «Akallabêth» cuenta que, cuando Númenor desgarró las entrañas del mundo con su Caída, la conexión de los mortales e inmortales se separaron. Ya qué con la caída de Númenor y el desacoplamiento de Aman de las fronteras del Mundo cambió todo, incluso su forma de plano a esférica, así los seres de la Tierra-Media tenían el completo negado a las tierras de los Valar. 
A partir de entonces solo los barcos de los Teleri pudieron salvar el vacío entre las Esferas.

## Clasificación de los elfos

### Según la distancia recorrida durante la Gran Marcha
- Calaquendi o Amanyar: elfos de la luz, aquellos que completaron el viaje a Aman y vivieron y presenciaron la luz de los Dos Árboles. A este grupo pertenecen los Vanyar y una parte de los Teleri, que nunca abandonaron Aman, así como los Noldor, que regresaron posteriormente a la Tierra Media.
- Moriquendi o Úmanyar: elfos de la oscuridad, que no son de Aman, aquellos que no vieron la luz de los Dos Árboles.
  - Sindar: elfos grises, llegaron hasta Beleriand, pero no cruzaron el mar.
  - Silvanos o Nandor (Elfos de los Bosques): los elfos teleri que iniciaron el viaje, pero que nunca llegaron a Beleriand, quedándose al este de las Montañas Nubladas. Durante la Segunda y Tercera Edades del Sol, sus reyes fueron Sindar.
  - Avari (los renuentes): elfos que rechazaron emprender la Gran Marcha.

### División de las razas de los elfos durante la Gran Marcha
- Avari (los renuentes): elfos que rechazaron emprender la Gran Marcha, siendo por tanto Moriquendi.
- Eldar (el pueblo de las estrellas): originalmente el término se refiere a todos los elfos, pero después se usó solamente para los que emprendieron la Gran Marcha de los elfos desde Cuiviénen.
  - Vanyar (los hermosos), Minyar (primeros) o Elfos de la Luz: todos ellos son Calaquendi, ninguno regresó de Aman.
  - Noldor (los sabios): todos ellos son Calaquendi, casi todos regresaron a la Tierra Media, y el resto pudo haber participado en la Guerra de la Cólera.
  - Teleri (los últimos)
    - Nandor (los que volvieron): También conocidos como Elfos Silvanos. Son Moriquendi que abandonaron la Gran Marcha al este de las Montañas Nubladas y siguieron el curso del río Anduin hacia el sur.
      - Laiquendi (Elfos Verdes): Son aquellos Nandor que tras muchos años reanudaron la marcha y terminaron llegando a Beleriand.

    - Falmari (Elfos del Mar): Son aquellos Teleri que llegaron a Aman y vivían en sus costas. No regresaron a la Tierra Media.
    - Sindar (Elfos Grises) o Eglath (los abandonados): Llegaron a Beleriand, pero no cruzaron el mar. Vivían bajo el poder del rey Thingol y Melian la Maia. Aunque son Moriquendi, tienen un estatus especial porque sus gobernantes sí vieron la luz de los dos Árboles.
      - Falathrim (Elfos de las Costas): elfos de las Falas en Beleriand. Son Moriquendi.
      - Mithrim: El nombre Mithrim es sindarin y significaría “Pueblo Gris”. También denominados Sindar del Norte. Habitaron esa zona alrededor del 1150 de las Edades de los Árboles, y usaban el color gris para camuflarse en ese entorno